# Pine Mountain Club
Pine Mountain Club statisztikai település az USA Kalifornia államában, Kern megyében. Lakosainak száma 2422 fő (2020. április 1.).

## Népesség
A település népességének változása:

| 2010 | 2 315 |
| 2020 | 2 422 |